# فرانك كيندال الثالث
فرانك كيندال الثالث (بالإنجليزية: Frank Kendall III)‏ هو محامي أمريكي، ولد في 26 يناير 1949 في بيتسفيلد في الولايات المتحدة.